# Teresa (telenovela 2010)
Teresa è una telenovela messicana prodotta da José Alberto Castro per Televisa. Adattamento dell'omonima telenovela del 1959, è stata trasmessa sul canale televisivo El Canal de Las Estrellas dal 2 agosto 2010 al 27 febbraio 2011.

## Trama
Teresa Chávez, interpretata da Angelique Boyer, è una giovane donna bella e intelligente, determinata a sfuggire dalla povertà opprimente del suo quartiere. Decisa a cambiare il suo destino, Teresa sceglie di usare la sua bellezza come mezzo per entrare nel mondo lussuoso a cui aspira. Nemmeno l'amore dei suoi genitori e quello del suo fidanzato Mariano (Aarón Díaz), un ragazzo povero del vicinato che la adora, riescono a farle cambiare idea. La sua ambizione ed egoismo restano incrollabili.
Frequentando un lussuoso liceo, nel quale studia grazie a una borsa di studio, incontra Paulo (Alejandro Nones), un giovane ricco e molto popolare. Pensando di aver trovato l'occasione perfetta per entrare nel mondo dei ricchi, Teresa rompe con Mariano e conquista Paulo, nascondendogli però le sue umili origini. Il ragazzo le chiede di sposarlo ma rompe il fidanzamento una volta scoperto l'inganno, proponendole di rimanere al suo fianco come amante. Teresa rifiuta e Paulo si fidanza con Aída (Margarita Magaña), un'altra studentessa del liceo, bella ma prepotente e superficiale.
Paulo e Aída umiliano Teresa, esibendo in pubblico la sua povertà e le sue bugie. La ragazza decide di vendicarsi e giura che non sarà mai più calpestata da nessuno, promettendo a se stessa che otterrà tutto ciò che desidera, non importa come o a quale costo. ″Tra l'essere e il non essere, io sono″ (in spagnolo: entre ser o no ser, yo soy) diventa il suo motto e la base della telenovela. 
Teresa fa amicizia con il suo professore Arturo de la Barrera (Sebastián Rulli), un prestigioso e affermato avvocato che, colpito dal suo potenziale e gli ottimi risultati scolastici, accetta di pagarle l'università. La donna inizia lentamente a sedurlo e lui non tarda nell'affezionarsi. Tuttavia, quando vede che la sua migliore amica Aurora (Ana Brenda Contreras) si innamora di Mariano, si ingelosisce e torna con lui. Nonostante il profondo amore che nutre nei suoi confronti, Teresa decide nuovamente di porre termine alla loro relazione quando realizza che Mariano impiegherà troppo tempo a fare carriera. Decide infine di riavvicinarsi ad Arturo e gli mente dicendogli di essere molto infelice nella convivenza con i suoi genitori. Luisa (Fernanda Castillo), sorella di Arturo, la porta a vivere con sé nella casa in cui vive col fratello, convinta della sua bontà e della sua umiltà. Dopo il trasferimento, Teresa raggiunge il suo obiettivo facendo innamorare Arturo.
Luisa scopre i sentimenti che il fratello nutre per l'amica e lo convince a confessarli. Arturo segue il consiglio della sorella e avvia una relazione amorosa con Teresa. I due si sposano ma il matrimonio si rivela un totale fallimento. Arturo è molto geloso di Mariano, il quale non si da pace tendando di riconquistare Teresa, arrivando persino ad assumere atteggiamenti che non gli corrispondono. In un momento di disperazione, Arturo tradisce Teresa con Paloma (Issabela Camil), una sua vecchia conoscenza. Quando la protagonista scopre l'infedeltà del marito, si finge ferita e pretende il divorzio ma lui le propone un lungo viaggio in Europa e lei accetta. È proprio durante il viaggio che la protagonista si affeziona realmente ad Arturo e inizia a dimenticare Mariano.
Teresa, per salvare la vita ad Arturo, viene colpita da un proiettile che la lascia paralizzata. Quando la donna si riprende, il marito viene a conoscenza di quanto avvenuto tra Teresa e Mariano il giorno prima del loro matrimonio e del fatto che lo ama solo per i suoi soldi. Arturo, dubbioso dell'amore di Teresa e in piena crisi economica, la mette alla prova portandola a vivere nel quartiere in cui abitava in precedenza. Teresa accetta il test perché ha iniziato a innamorarsi di Arturo, ma stanca della crisi e delle condizioni di vita, seduce Fernando (Daniel Arenas), il fidanzato multimilionario di Luisa e amico di lunga data di Arturo, sfruttando la sua fama di donnaiolo. Lo costringe a rompere il fidanzamento con Luisa pochi giorni prima delle supposte nozze.
Divisa tra ciò che sente e la sua insaziabile ambizione per il denaro, Teresa opta per quest'ultima, fingendo amore per Fernando. Oriana (Raquel Olmedo), la madre di Fernando, si oppone fermamente alla loro relazione ed è decisa a fare qualsiasi cosa per separarli. Teresa avvia le pratiche di divorzio con Arturo per poter sposare Fernando e ottenere i soldi che ha sempre desiderato. Riesce a farsi dare da Fernando le azioni di alcune delle sue società e le vende di nascosto. Quando finalmente ottiene i soldi della vendita, lascia Fernando confessandogli di non amarlo.
Arturo subisce un incidente d'auto e viene soccorso da un contadino che lo porta nel suo ranch. Teresa, scoperto l'accaduto, lo cerca e, trovandolo, lo porta in ospedale, dove capisce di amarlo veramente e di non poter stare senza di lui.
Teresa, ostinata a rinnegare le sue radici, arriva a dire che i suoi genitori sono morti. Tutti i suoi familiari e amici le si rivoltano contro, lasciandola totalmente sola. È in quel momento che lei decide di cambiare per diventare una persona migliore. Dona tutti i soldi sottratti a Fernando e cerca il perdono di Arturo, ma lui glielo nega. Disperata e consapevole di essere rimasta sola, torna nella casa che condivideva con il marito, sale in camera sua e abbraccia in lacrime l'orsetto che lui le aveva regalato. La telenovela si conclude con Arturo che la raggiunge, la raccoglie da terra, la abbraccia e la bacia dandole un'altra occasione.

### Finali alternativi
Il 28 febbraio 2011, sono stati presentati dei finali alternativi nel programma televisivo Hoy:
- Finale alternativo N.º 1: una volta a casa, Teresa si rende conto di essere rimasta completamente sola. Sale in camera sua e abbraccia con grande passione l'orsetto che Arturo le ha regalato, finché non decide di lasciare la casa e iniziare una nuova vita. Giorni dopo, la si vede lavorare come segretaria. Le viene presentato il suo nuovo capo, il quale le dice di presentarsi nel suo ufficio. Teresa si sbottona la camicetta rendendo la sua scollatura più aperta e si dirige verso l'ufficio mentre cita la sua frase caratteristica: "Tra l'essere, o non essere, io sono".
- Finale alternativo N.º 2: una volta a casa, Teresa si rende conto di essere rimasta completamente sola. Sale in camera sua e abbraccia con grande passione l'orso che Arturo le ha regalato, finché non arriva Fernando. L'uomo le rinfaccia il suo tradimento e la accusa di essere la causa della malattia di sua madre e della perdita della donna che amava (Luisa). In presa alla rabbia le spara e il proiettile le attraversa il corpo, Teresa cade e riesce ad abbracciare di nuovo il suo orso. La donna muore davanti agli occhi di Fernando.

## Personaggi
- Angelique Boyer: Teresa Chávez Aguirre
- Cynthia Klitbo: Juana Godoy, madrina di Teresa
- Aarón Díaz: Mariano Sánchez Suárez
- Sebastián Rulli: Arturo Della Barriera
- Ana Brenda Contreras: Aurora Alcázar Coronel
- Silvia Mariscal: Refugio Aguirre de Chávez, madre di Teresa
- Juan Carlos Colombo: Armando Chávez Gómez, padre di Teresa
- Manuel Landeta: Rubén Cáceres Muro, padre di Aída
- Margarita Magaña: Aída Cáceres Azuela
- Alejandro Nones: Paulo Castellanos De Alba
- Fernanda Castillo: Luisa De la Barrera, sorella di Arturo
- Felicia Mercado: Genoveva De Alba, madre di Paulo
- Alejandro Ávila: Cutberto González
- Óscar Bonfiglio: Héctor Alcázar, padre di Aurora
- Fabiola Campomanes: Esperanza Medina
- Dobrina Cristeva: Mayra Azuela de Cáceres, madre di Aída
- Toño Mauri: Hernán Ledezma
- Luis Fernando Peña: Juan Antonio Gómez Domínguez
- Issabella Camil: Paloma Dueñas, ex di Arturo
- Joana Brito: Ignacia de Medina
- Willebaldo López: Pedro Medina
- Juan Sahagún: Ramón Sánchez, padre di Mariano
- Gloria Aura: Patricia Nájera Valverdev
- Daniel Arenas: Fernando Moreno Guijarro
- Mar Contreras: Lucía Álvarez Granados
- Guillermo Zarur: Porfirio Valverde
- Patricio Borghetti: Martín Robles Ayala
- Raquel Olmedo: Oriana Guijarro, madre di Fernando
- Eugenia Cauduro: Vanessa Coronel, ex moglie di Héctor e madre di Aurora
- Hugo Aceves: Rodolfo Méndez «Fito»
- Jessica Segura: Rosa Chávez Aguirre, sorella di Teresa
- Rodrigo René: Pablo Medina
- Monserrat de León: Griselda
- Saúl Flores: Saúl
- Felipe Nájera: Hugo, amante di Vanessa
- Elena Torres: Magda
- Eduardo Carvajal: Darío
- María Dolores Oliva: Gema
- Juan Diego Covarrubias: Julio
- Alejandra Adame: Florencia Dueñas
- María Pía: Ivonne
- Roberto Romano: Raúl
- Heidi Balvanera: Sasha
- Hortensia Gramajo: Reina
- Sofía Castro: Sofía
- Iván Lomelí: contadino
- Elsa Cárdenas: direttrice della fondazione Paloma

## Riconoscimenti
- 2010 - TV Adicto Golden Awards
  - Candidatura per la migliore colonna sonora Gloria Trevi
  - Candidatura per la rivelazione femminile a Angelique Boyer
  - Candidatura per il premio speciale per i risultati di un attore a Luis Fernando Peña
  - Candidatura per il premio speciale alla telenovela che è migliorata nel tempo a José Alberto Castro
- 2011 - Premi TVyNovelas
  - Candidatura per la migliore telenovela a José Alberto Castro
  - Candidatura per la migliore attrice a Angelique Boyer
  - Candidatura per il migliore attore a Sebastián Rulli
  - Candidatura per la migliore attrice antagonista a Margherita Magaña
  - Candidatura per il migliore attore antagonista a Manuel Landeta
  - Candidatura per la migliore attrice co-protagonista a Ana Brenda Contreras
  - Candidatura per la migliore colonna sonora a Flora Trevi
- 2011 - Premi Bravo
  - Candidatura per la migliore attrice a Angelique Boyer
  - Candidatura per il migliore attore a Sebastián Rulli
- 2011 - Premio People in Spagnolo
  - Candidatura per la migliore telenovela a José Alberto Castro
  - Candidatura per la migliore attrice a Angelique Boyer
  - Candidatura per il migliore attore a Aarón Díaz
  - Candidatura per il migliore attore a Sebastián Rulli
  - Candidatura per la rivelazione dell'anno a Alejandro Nones
  - Candidatura per la coppia dell'anno a Aarón Díaz e Angelique Boyer
  - Candidatura per la coppia dell'anno a Aarón Díaz e Sebastián Rulli